# Конві (область)
Ко́нві (англ. Conwy) — область у складі Уельсу. Розташована на півночі країни. Адміністративний центр — Конві.

## Найбільші міста
Міста з населенням понад 4 тисячі осіб:
| № | Місто      | Населення, осіб (2001) |
| - | ---------- | ---------------------- |
| 1 | Колвін-Бей | 30 269                 |
| 2 | Абергіл    | 17 574                 |
| 3 | Лландадно  | 14 872                 |
| 4 | Деганві    | 9 326                  |
| 5 | Пенрін-Бей | 4 270                  |